# Washington Wizards 2006-2007
La stagione 2006-07 dei Washington Wizards fu la 46ª nella NBA per la franchigia.
I Washington Wizards arrivarono secondi nella Southeast Division della Eastern Conference con un record di 41-41. Nei play-off persero al primo turno con i Cleveland Cavaliers (4-0).

## Roster
| N° | Naz.                   | Ruolo | Sportivo          | Anno | Alt. | Peso |
| -- | ---------------------- | ----- | ----------------- | ---- | ---- | ---- |
| 0  | Stati Uniti (bandiera) | G     | Gilbert Arenas    | 1982 | 191  | 87   |
| 2  | Stati Uniti (bandiera) | G     | DeShawn Stevenson | 1981 | 196  | 95   |
| 3  | Stati Uniti (bandiera) | G     | Caron Butler      | 1980 | 201  | 98   |
| 4  | Stati Uniti (bandiera) | A     | Antawn Jamison    | 1976 | 203  | 101  |
| 6  | Stati Uniti (bandiera) | G     | Antonio Daniels   | 1975 | 193  | 88   |
| 8  | Stati Uniti (bandiera) | G     | Roger Mason       | 1980 | 196  | 91   |
| 9  | Lituania (bandiera)    | A     | Darius Songaila   | 1978 | 206  | 112  |
| 21 | Stati Uniti (bandiera) | G     | Donell Taylor     | 1982 | 198  | 82   |
| 24 | Stati Uniti (bandiera) | A     | Jarvis Hayes      | 1981 | 201  | 100  |
| 32 | Stati Uniti (bandiera) | A     | Andray Blatche    | 1986 | 211  | 107  |
| 33 | Stati Uniti (bandiera) | C     | Brendan Haywood   | 1979 | 213  | 122  |
| 36 | Stati Uniti (bandiera) | A     | Etan Thomas       | 1978 | 206  | 116  |
| 42 | Stati Uniti (bandiera) | A     | Mike Hall         | 1984 | 203  | 104  |
| 51 | Stati Uniti (bandiera) | A     | Michael Ruffin    | 1977 | 206  | 112  |
| 52 | Stati Uniti (bandiera) | C     | Calvin Booth      | 1976 | 211  | 104  |
| 54 | Stati Uniti (bandiera) | C     | James Lang        | 1983 | 208  | 129  |

## Staff tecnico
- Allenatore: Eddie Jordan
- Vice-allenatori: Phil Hubbard, Mike O'Koren, Wes Unseld jr., Tom Young, Bill Berry
- Preparatore atletico: Eric Waters